# Мусикан
Мусикан (др.-греч. Μουσικανός) — индийский раджа, правивший в IV веке до н. э.

## Биография
Мусикан был правителем обитавшего на землях у нижнего течения Инда народа, о нравах которого, со слов Онесикрита, рассказал в своей «Географии» Страбон. Арриан охарактеризовал эту страну как «самую благословенную часть Индии».
Во время Индийского похода весной 325 года до н. э. македонская армия достигла владений Мусикана. По замечанию Ф. Шахермайра, не отличавшиеся фанатичной воинственностью местные племена, в отличие от северян, было легче подчинить, но на их верность было сложнее в дальнейшем положиться. Так Мусикан, устрашённый стремительностью передвижения сильного иноземного войска, покорно присягнул на верность Александру Македонскому, получив в итоге прощение за свое прежнее высокомерие. Александр выразил восхищение красотой и богатством страны и ее столицы, которая в стратегических целях была по его приказу укреплена Кратером.
Однако впоследствии при поддержке брахманов, являвшихся «истинной душой скрытого и коварного сопротивления на юге», Мусикан встал во главе мощного восстания против власти македонян. Вынужденный постоянно бороться с бунтовщиками Александр, стремившийся закрепить важную в торговом и стратегическом отношении юго-восточную область, по свидетельству Арриана, подверг страну страшному опустошению. Мускиан, пытавшийся, по словам И. Г. Дройзена, найти убежище за Индом, и видные брахманы были казнены, а многие города были разрушены. Наместником новой сатрапии стал Пифон, принимавший активное участие в подавлении восстания, пленивший и приведший к царю Мусикана.